# 森工路街道
森工路街道，是中华人民共和国内蒙古自治区呼伦贝尔市根河市下辖的一个街道办事处。

## 行政区划
森工路街道下辖以下地区：
红旗区社区、林电社区、新兴路社区和沿山社区。